# Akram Shah
Akram Shah (ur. 27 lipca 1978) – indyjski judoka. Olimpijczyk z Aten 2004, gdzie zajął dziewiąte miejsce w kategorii 60 kg. 
Siódmy na igrzyskach azjatyckich w 2002. Brązowy medalista mistrzostw Azji w 2003. Wicemistrz igrzysk wspólnoty narodów w 2002. Triumfator igrzysk południowej Azji z 2010. roku.
Uhonorowany nagrodą Arjuna w 2003 roku.
- Turniej w Atenach 2004

Wygrał z Amerykaninem Taraje Williams-Murrayem i przegrał z zawodnikiem Korei Południowej Choi Min-ho i Mongołem Chaszbaatarynem Cagaanbaatarem.